# Thiraucourt
Thiraucourt – miejscowość i gmina we Francji, w regionie Grand Est, w departamencie Wogezy.
Według danych na rok 1990 gminę zamieszkiwały 93 osoby, a gęstość zaludnienia wynosiła 31 osób/km² (wśród 2335 gmin Lotaryngii Thiraucourt plasuje się na 952. miejscu pod względem liczby ludności, natomiast pod względem powierzchni na miejscu 1175.).